# Ride with Norman Reedus
Ride with Norman Reedus é um série americana que estreou na AMC em 12 de junho de 2016. A série é apresentada pelo ator e entusiasta de motocicleta Norman Reedus, onde ele e um convidado da semana viagem em um destino diferente em uma motocicleta, enquanto exploram a cidade e cultura e verificando as diversas localidades.
A AMC renovou a série para seis episódio na segunda temporada que estreou no dia 23 de setembro de 2016 , que começou em 5 de novembro de 2017. Em 12 de setembro de 2017, a AMC renovou a série para uma terceira temporada que estreou em 2018. Em 24 de janeiro de 2019, a AMC renovou a série para uma quarta temporada. Apesar da quarta temporada ainda estar sem data de estreia, em 9 de dezembro de 2019, a AMC renovou a série para uma quinta temporada.

## Produção
A AMC encomendou a série para o dia 29 de outubro de 2015 com uma data de estreia definida para junho de 2016. A ideia surgiu a partir do presidente de programação da AMC, Joel Stillerman chamou Reedus para fazer show sobre o seu amor por motocicletas, e Reedus respondeu: "Sim, sim, sim "imediatamente" antes de Stillerman pode mudar sua mente. Reedus escolhe o passeio com o companheiro para cada episódio, devido à sua história e localização, como Peter Fonda , que é conhecido por aparecer no filme Easy Rider.

## Convidados

### 1ª Temporada
- Imogen Lehtonen – Designer De Jóias/Amigo
- Balthazar Getty – Ator
- Jason Paul Michaels – Personalizado construtor de Motocicleta
- Jake Lamagno – Artista/Amigo
- Brent Hinds – Músico
- Peter Fonda – Ator

### 2ª Temporada
- Jeffrey Dean Morgan – Ator
- Dave Chappelle – Ator/Comediante
- Greg Nicotero – Diretor/Criador de maquiagens
- Mario Batali – Chef
- Mingus Reedus – Modelo/Filho do Norman

### 3ª Temporada
- Jeffrey Dean Morgan – Ator
- Andrew Lincoln – Ator
- Ian Anderson – Cantor
- Elspeth Beard - Motociclista
- Steven Yeun – Ator
- Les Claypool – Cantor/Baixista
- Melissa McBride – Atriz
- Austin Amelio – Ator
- Sean Patrick Flannery – Ator
- Marilyn Manson – Cantor

## Resumo
| Temporada | Temporada | Episódios | Exibição original     | Exibição original     |
| Temporada | Temporada | Episódios | Estreia da temporada  | Final da temporada    |
| --------- | --------- | --------- | --------------------- | --------------------- |
|           | 1         | 6         | 12 de junho de 2016   | 17 de julho de 2016   |
|           | 2         | 6         | 5 de novembro de 2017 | 4 de dezembro de 2017 |